# 上二段活用
上二段活用（かみにだんかつよう）とは、日本語の文語文法における動詞の活用のひとつである。全部の活用語尾に五十音図のイ段あるいはウ段の音が入り、それに「る、れ、よ」が付くという形で変化する。口語では上一段活用に合流した。
言語学から言えば、上二段活用の動詞は語幹が母音で終わる母音語幹動詞であり、語幹母音は接続する語尾によって母音交替する。このため語幹をイ段・ウ段母音のところまでとし、それ以降を語尾とする。

## 活用表
| 行   | 基本形       | 活用形 | 活用形 | 活用形 | 活用形 | 活用形 | 活用形 | 活用形 |
| 行   | 基本形       | 語幹   | 未然形 | 連用形 | 終止形 | 連体形 | 已然形 | 命令形 |
| ---- | ------------ | ------ | ------ | ------ | ------ | ------ | ------ | ------ |
| カ行 | 生（い）く   | 生     | -き    | -き    | -く    | -くる  | -くれ  | -きよ  |
| ガ行 | 過（す）ぐ   | 過     | -ぎ    | -ぎ    | -ぐ    | -ぐる  | -ぐれ  | -ぎよ  |
| タ行 | 落（お）つ   | 落     | -ち    | -ち    | -つ    | -つる  | -つれ  | -ちよ  |
| ダ行 | 閉（と）づ   | 閉     | -ぢ    | -ぢ    | -づ    | -づる  | -づれ  | -ぢよ  |
| ハ行 | 恋（こ）ふ   | 恋     | -ひ    | -ひ    | -ふ    | -ふる  | -ふれ  | -ひよ  |
| バ行 | 侘（わ）ぶ   | 侘     | -び    | -び    | -ぶ    | -ぶる  | -ぶれ  | -びよ  |
| マ行 | 恨（うら）む | 恨     | -み    | -み    | -む    | -むる  | -むれ  | -みよ  |
| ヤ行 | 老（お）ゆ   | 老     | -い    | -い    | -ゆ    | -ゆる  | -ゆれ  | -いよ  |
| ラ行 | 懲（こ）る   | 懲     | -り    | -り    | -る    | -るる  | -るれ  | -りよ  |

- カ行上二段活用に「生く」があるが、もともとは四段活用であったものが平安後期から上二段活用が多くなり、やがて主流となった。
- マ行上二段活用の「恨む」は後に四段活用となった。
- ヤ行上二段活用は「老ゆ」「悔ゆ」「報ゆ」「臥ゆ」四語のみ。